# Warren Snyder
Warren Bertram Snyder (2. marts 1903 – 27. marts 1957) var en canadisk roer som deltog i de olympiske lege 1924 i Paris.
Snyder vandt en sølvmedalje i roning under OL 1924 i Paris. Han var med på den canadiske otter som kom på en andenplads efter USA. Deltagerne på den canadiske otter bestod af Arthur Bell, Robert Hunter, William Langford, Harold Little, John Smith, Warren Snyder, Norman Taylor, William Wallace og Ivor Campbell som var styrmand. 